# Владимировка (район імені Поліни Осипенко)
Влади́мировка (рос. Владимировка) — село у складі району імені Поліни Осипенко Хабаровського краю, Росія. Адміністративний центр Владимировського сільського поселення.

## Населення
Населення — 251 особа (2010; 265 у 2002).
Національний склад (станом на 2002 рік):
- евенки — 50 %
- негідальці — 33 %